# Parafia Ewangelicko-Augsburska w Rynie
Parafia Ewangelicko-Augsburska w Rynie – parafia ewangelicko-augsburska w Rynie, należąca do diecezji mazurskiej. Została utworzona w XVI wieku. Mieści się przy ulicy Partyzantów.

## Historia
Reformacja na terenie Rynu została zaprowadzona w maju 1525, za czasu panowania Zygmunta von Daniela, komtura krzyżackiego. W tym czasie istniała kaplica na zamku, a także drewniana kaplica położona na cmentarzu. 10 marca 1528 parafia w Rynie została przyłączona do diecezji z siedzibą w Poznaniu. 
Pierwszy budynek kościoła powstał na podzamczu w 1528. Kolejną świątynię wybudowano w latach 1584-1604. Do przebudowy kościoła na styl neogotycki doszło w latach 1871-1876. Budowa ta została rozpoczęta przez księdza Fryderyka Andersa, a dokończył ją ksiądz Karol Cludius, ufundował również witraże znajdujące się w jego prezbiterium. Podczas przebudowy dostawiono wieżę o wysokości 114 metrów. Wyposażenie świątyni stanowił ołtarz, ambona, chrzcielnica, konfesjonał oraz naczynia liturgiczne ze złota i srebra. W ołtarzu umieszczony był obraz przedstawiający scenę Zmartwychwstania Jezusa. Znajdowały się tam organy produkcji Terleckiego oraz trzy dzwony pochodzące z Królewca. Witraże w oknach kościoła były darem cesarza pruskiego Wilhelma I Hohenzollerna. Wrota na dziedziniec kościelny zostały darowane parafii przez Ludwika Moneta zu Soffiental, właściciela ziemskiego. Przebudowana świątynia została poświęcona przez superintendenta Karla Eduarda Cludiusa 13 sierpnia 1876.
Kolejnym proboszczem został ks. Albert Zapadka, wybudował on budynki parafialne i dom opieki. Dzięki niemu powstał również kościół filialny w Użrankach, gdzie w 1892 powołano samodzielną parafię.
W 1904 do parafii ryńskiej należało 6200 wiernych, z czego w samym mieście zamieszkiwało 2025 luteran.
Do końca XIX wieku instytucje szkolne znajdujące się w mieście były zarządzane przez parafię i zatrudniały ponad dwudziestu nauczycieli.
Ksiądz Albert Zapadka zmarł podczas I wojny światowej.
W dwudziestoleciu międzywojennym nastąpiła budowa kaplic na cmentarzu oraz przy ul. Kościuszki. Własnością parafii pozostawały wszystkie budynki położone przy ul. Partyzantów oraz cztery do pięciu innych domów na terenie miasta. Podlegało jej 50 hektarów ziemi oraz dwadzieścia cmentarzy. Posługiwało od dwóch do trzech duchownych, istniało stanowisko pierwszego i drugiego proboszcza. Prowadzone były dwa nabożeństwa - o godz. 9:30 w języku niemieckim oraz o 12:00 w języku polskim. Do parafii należało w tym okresie około 6000 członków.
Kościół spłonął 24 grudnia 1940. Miejsce sprawowania nabożeństw przeniesiono do kaplicy położonej na zamku, odbywały się one od tego czasu jedynie w języku niemieckim.
Po zakończeniu II wojny światowej w parafii pozostało około 3000-4000 wiernych, pozbawionych stałej opieki duszpasterskiej. Z kościoła pozostały jedynie zgliszcza, natomiast nieruchomości parafialne pozostawały zamieszkiwane przez ludzi niezwiązanych z kościołem. 
Nabożeństwa przeniesione zostały z zamku do kaplicy położonej przy ul. Kościuszki. W pozostałościach spalonego kościoła odbywały się uroczyste nabożeństwa świąteczne.
Pierwszym stałym duszpasterzem po wojnie został Maksymilian Cybulla. Pierwsze nabożeństwo odprawił 14 września 1952. Następnie parafią administrowali ks. Eugieniusz Sauter i ks. Antoni Komendera. Funkcję proboszcza w latach 1959-1970 pełnił ks. Paweł Kubiczek, od 1966 senior diecezji mazurskiej.
Do około 1965 prowadzone były starania o odbudowę kościoła, jednak ze względu na wciąż malejącą liczbę wiernych w parafii związaną z masowymi wyjazdami miejscowej ludności do Europy Zachodniej, nie było to możliwe. Od lipca 1970 roku do 1975 urząd proboszcza sprawował ks. Fryderyk Tegler.
W 1970 Urząd do Spraw Wyznań zatwierdził decyzję Powiatowej Rady Narodowej o przekazaniu gruzowiska pokościelnego na potrzeby państwowego gospodarstwa rolnego. Mury dawnego kościoła zostały rozebrane w 1971. Jednak 29 maja 1972 teren ten został zwrócony parafii, jednak ta sprzedała go 29 października 1975 r. Przedsiębiorstwu Turystycznemu „Mazur – Tourist” pod budowę zajazdu.
W latach 1976–1986 parafia ryńska administrowana była przez proboszcza parafii w Giżycku, księdza Janusza Jaguckiego. W 1986 proboszczem został Erwin Jurczok, pełniący tę funkcję do końca czerwca 1998. Jego następcą został w lipcu 1998 ks. Jan Neumann.
Na początku lat dwutysięcznych parafia liczyła około dwustu wiernych.

### Filiały

#### Koczarki

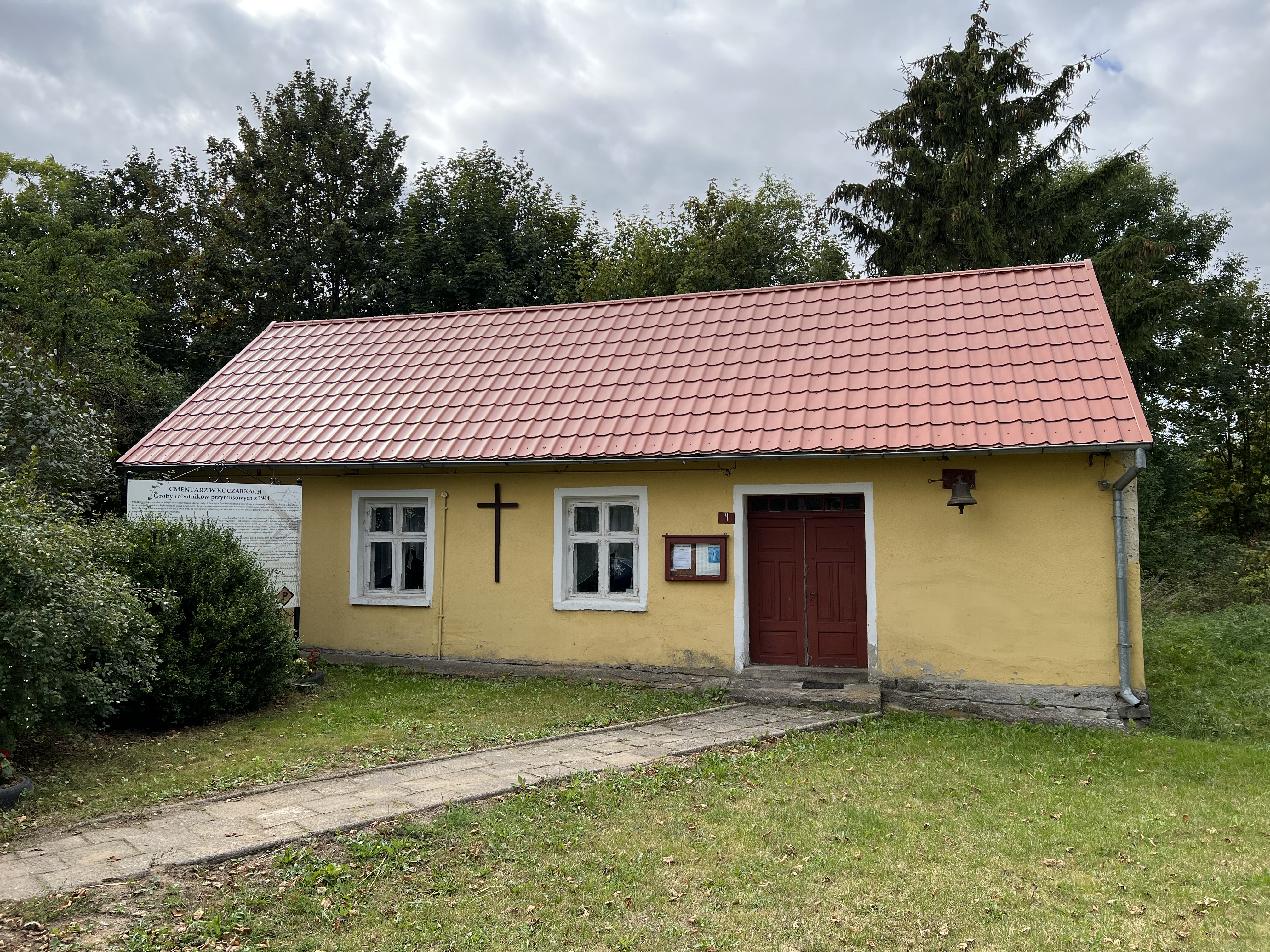
Kaplica w Koczarkach

Koczarki należały do parafii w Nakomiadach. W 1978 tamtejszy kościół ewangelicki został sprzedany katolikom, a wierni zaczęli dojeżdżać na nabożeństwa do kościoła w Kętrzynie. Kętrzyńska parafia na początku lat 2000 pozyskała dawny mazurski dom w Koczarkach, w którym urządzona została kaplica. W 2003 został tu powołany filiał parafii w Kętrzynie, obsługiwany do listopada 2013 przez ks. Pawła Hause. W związku z decyzją kętrzyńskiej parafii i podjęciem stosownej uchwały 1 marca 2014 przez Synod Diecezji Mazurskiej, 28 marca 2014 Konsystorz zatwierdził formalne przyłączenie filiału Koczarki do parafii w Rynie.

#### Sterławki Wielkie

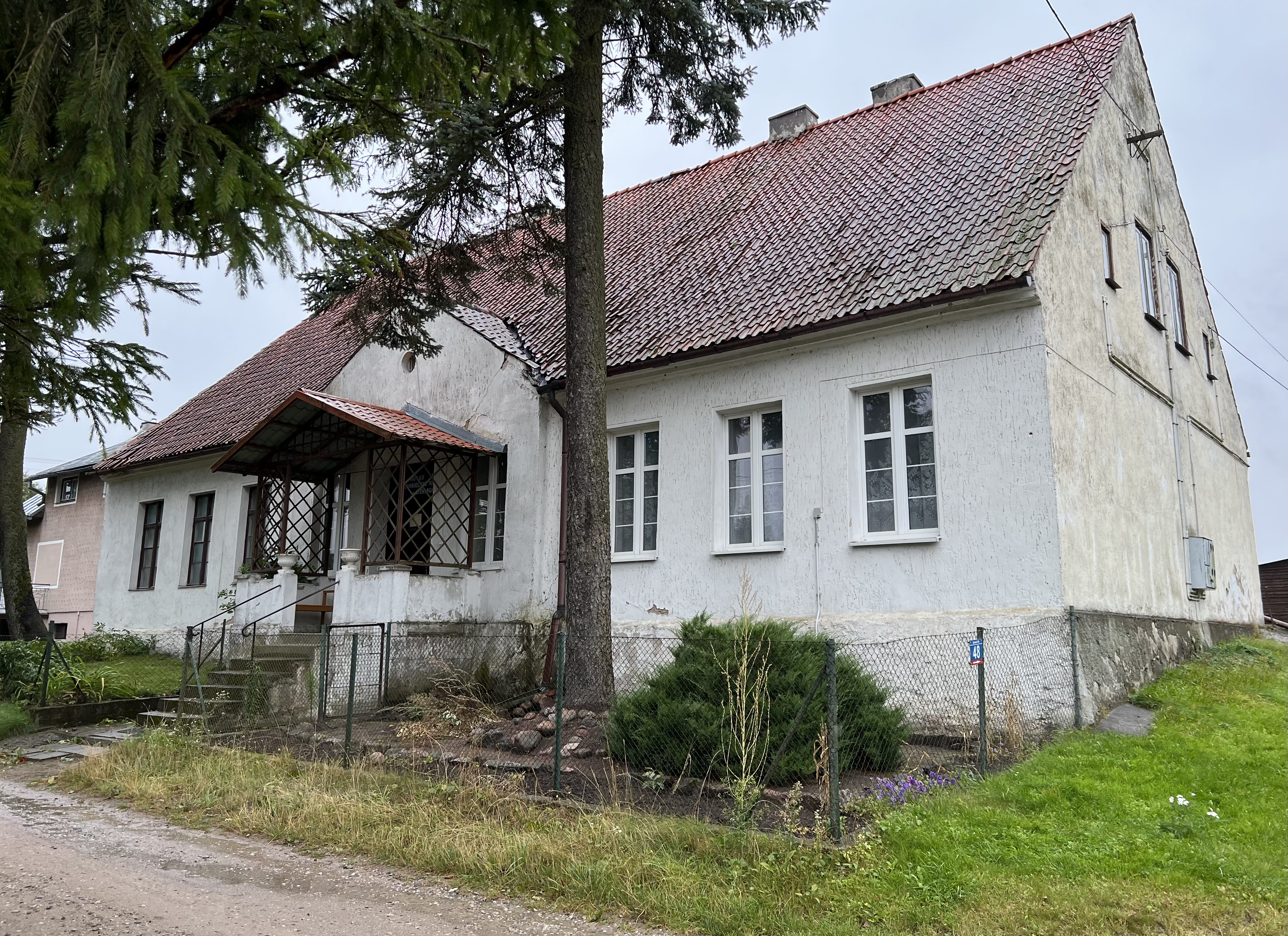
Kaplica w Sterławkach Wielkich

Parafia ewangelicka w Sterławkach Wielkich powstała w 1598. Miejscowy kościół został spalony w lutym 1657 przez wojska armii polsko-litewskiej pod przywództwem Aleksandra Hilarego Połubińskiego, współpracującego z hetmanem Wincentym Aleksandrem Gosiewskim i królem Janem Kazimierzem. Kościół został następnie prowizorycznie odbudowany. Do powstania nowego budynku kościoła doszło w 1832 i został on wybudowany według projektu Karola Fryderyka Schinkla. Wykorzystano wówczas fundamenty starego obiektu i materiały z jego rozbiórki. Nowy kościół został wyremontowany w 1884, wtedy też została do niego dobudowana wieża z cegły o wysokości 38 metrów. W latach 20. XX wieku parafia w Sterławkach Wielkich skupiała 2133 wiernych, a na jej terenie działały cztery szkoły.
W 1945 kościół i plebania zostały zajęte przez katolików, w związku z czym prowadzenie nabożeństw ewangelickich zostało przeniesione do małego pokoju w domu prywatnym. Opiekę duszpasterska nad wiernymi sprawował ks. Emil Dawid, dojeżdżający tu z Giżycka do 8 sierpnia 1951, po nim Sterławki Wielkie obsługiwał ks. Rudolf Mrowiec, wspierany przez siostrę Dorkę. Kolejnym duszpasterzem został po 24 kwietnia 1954 ks. Jan Szczech.
13 maja 1959 dawna plebania ewangelicka wraz z ziemią należącą do parafii została przejęta oficjalnie przez Gminną Radę Narodową w Sterławkach Wielkich. Na potrzeby ewangelików zostały przeznaczone trzy pomieszczenia znajdujące się na parterze budynku.
Od 1 lipca 1962 duszpasterstwo w Sterławkach Wielkich przejął ks. Jan Szarek. W 1965 tutejszy zbór liczył 130 wiernych. Od 1966 został przyłączony jako filiał do parafii w Rynie i od tej pory był obsługiwany przez tamtejszego proboszcza, ks. Pawła Kubiczka. W związku z jego przeniesieniem się do parafii w Szczytnie w 1970, przez kolejne pięć lat Sterławki obsługiwał kolejny ryński proboszcz, ks. Fryderyk Tegler. W 1975 filiał zrzeszał 50 wiernych.
W 1975 cała parafia w Rynie przeszła pod administrację parafii w Giżycku, w związku z czym filiał w Sterławkach Wielkich zaczął być obsługiwany przez tamtejszego proboszcza ks. Janusza Jaguckiego, którego wspomagali odbywający praktyki kandydackie Janusz Sikora, Waldemar Szczugieł i Jerzy Below.
1 lipca 1986 stanowisko proboszcza-administratora parafii w Rynie objął ks. Erwin Jurczok i od tego czasu przejął on opiekę duszpasterską nad Sterławkami.
W listopadzie 1994 parafia dokonała wykupu pozostałej części budynku plebanii w Sterławkach, należącej do tego czasu do prywatnego właściciela, stając się posiadaczem całego obiektu.
Od 1 lipca 1998 pracę w filiale prowadzi kolejny proboszcz ryńskiej parafii, ks. Jan Neumann.

## Współczesność
Nabożeństwa w Rynie odbywają się  w każdą niedzielę oraz święta w kaplicy ewangelickiej urządzonej w budynku dawnej plebanii. W okresie pasyjnym prowadzone są również nabożeństwa tygodniowe.
Do parafii należą ponadto kaplice filialne w Sterławkach Wielkich oraz Koczarkach, gdzie nabożeństwa prowadzone są dwa razy w miesiącu oraz w święta.
Odbywają się godziny biblijne, spotkania młodzieżowe oraz szkółki niedzielne. Prowadzona jest również wypożyczalnia sprzętu rehabilitacyjnego.